# Antrift
Die Antrift, im Unterlauf Antreff genannt, ist ein 38,6 km langer, linker bzw. südwestlicher Zufluss der Schwalm in Hessen, Deutschland.

## Name
Die Antrift wird 812 erstmals schriftlich als Andrefa erwähnt. Grundwort hierbei ist -affa, eine Variante des Hydronyms -apa. Die Deutung des Bestimmungswortes Antr- ist unsicher und könnte keltischen Ursprungs sein.

## Verlauf
Der Fluss entspringt als Antrift im Vogelsberg unweit des Schwalm-Ursprungs. Seine Quelle befindet sich östlich des Bildsteinskopfes (496 m. ü. NN.) auf etwa 430 m Höhe zwischen Lautertal-Meiches und Feldatal-Windhausen.
Die Antrift durchfließt in Süd-Nord-Richtung den Vogelsbergkreis und passiert Strebendorf, Romrod (beides Stadtteile von Romrod) und die Alsfelder Stadtteile Billertshausen und Angenrod. Unmittelbar unterhalb Angenrods speist sie den als Hochwasserrückhaltebecken genutzten Stausee, der durch die Antrifttalsperre gebildet wird. In der Gemeinde Antrifttal werden Seibelsdorf (unmittelbar unterhalb des Sees), Ruhlkirchen und Bernsburg durchflossen.

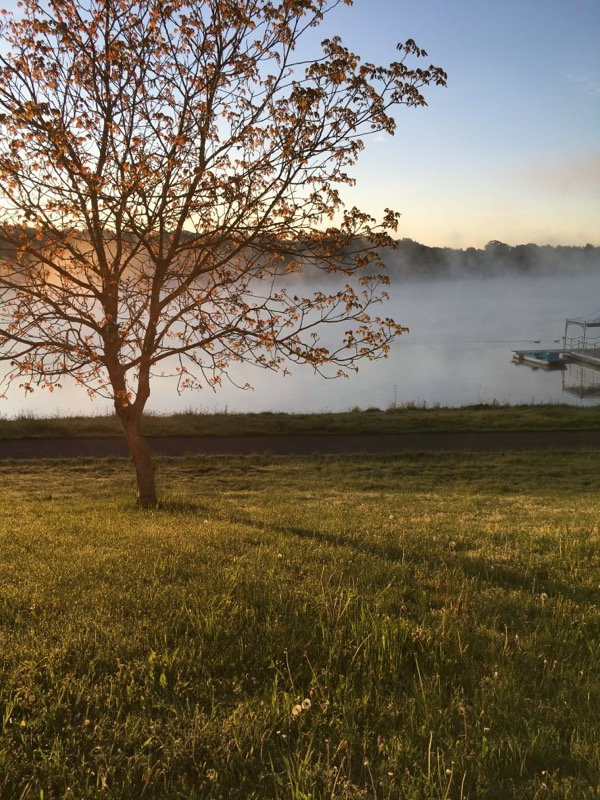
Antrifttalsperre im Mai 2020

An der Kreisgrenze vom Vogelsbergkreis (Regierungsbezirk Gießen) zum Schwalm-Eder-Kreis (Regierungsbezirk Kassel) verlässt die Antrift das Nördliche Vogelsberg-Vorland und fließt – nun Antreff genannt – in die Landschaft Schwalm. In der Gemeinde Willingshausen werden der Hauptort, Merzhausen und Gungelshausen durchflossen, bis der Fluss schließlich in Zella von links in die Schwalm mündet. Die genannten Orte hatten zur Zeit der hessischen Gemeindereform in den 1970er Jahren zwei Jahre lang die vorläufige Gemeinde Antrefftal gebildet, bis diese in der heutigen Gemeinde Willingshausen aufging.

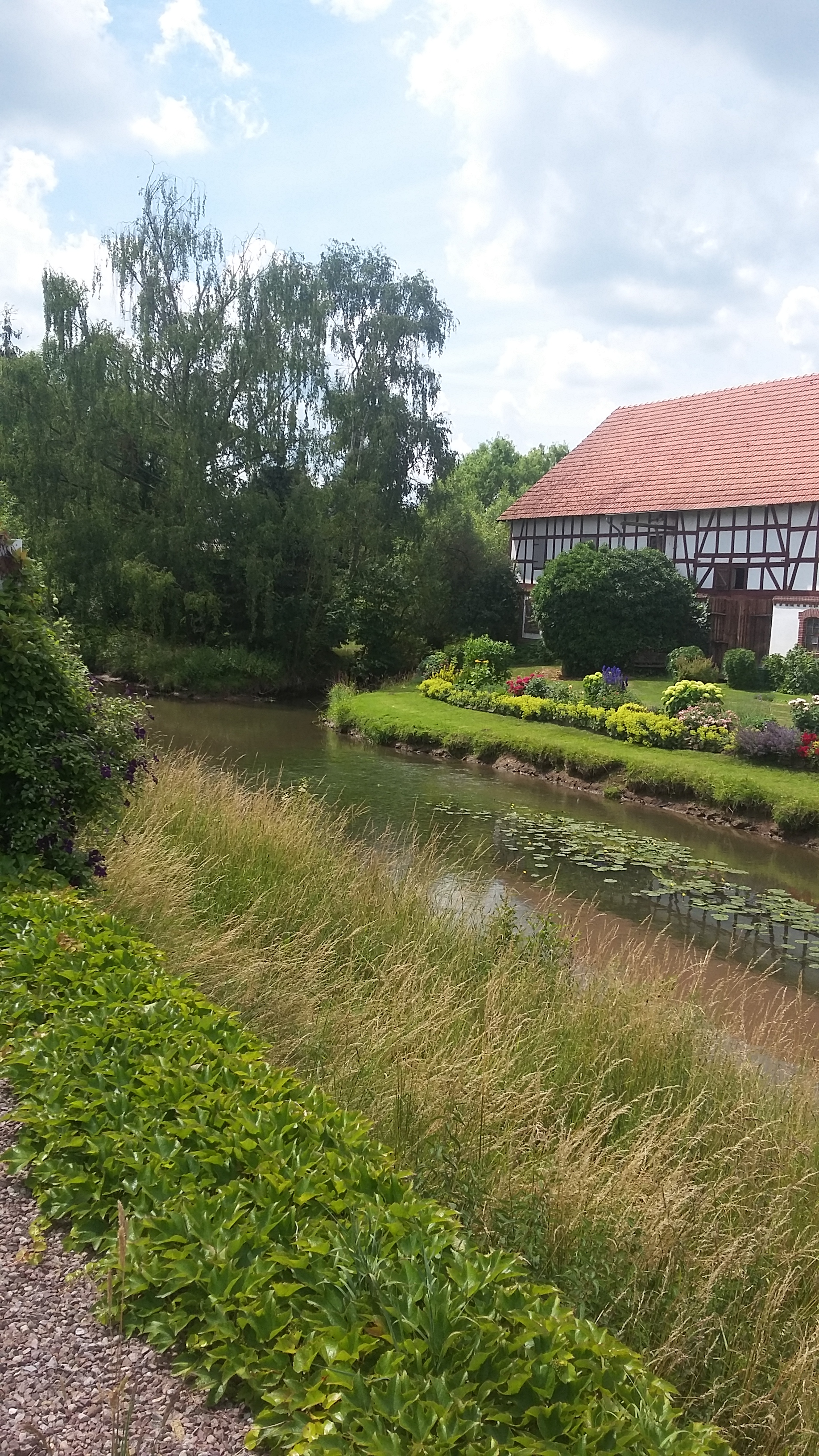
Antrift-Mündung

## Charakteristika
Die Antrift bleibt bis kurz vor ihrer Mündung ein typischer Mittelgebirgsbach mit vergleichsweise hohem Gefälle. Auf ihren letzten 10 Kilometern (unmittelbar unterhalb von Bernsburg bis vor die Mündung) fällt sie noch um immerhin etwa 26 Höhenmeter, während die Schwalm auf ihren letzten 10 Kilometern vor der Mündung der Antreff nur etwa das halbe Sohlgefälle aufweist (1,2 ‰ bzw. 12 m) und bereits ab Alsfeld nur noch sehr schwaches Gefälle aufweist.
Neben der westlich der Rhein-Weser-Wasserscheide zur Ohm (System Lahn/Rhein) entwässernden Klein ist die Antrift der Hauptfluss des Nördlichen Vogelsberg-Vorlandes.

## Nebenflüsse
Die Lage zwischen der linksseitig unmittelbar benachbarten Rhein-Weser-Wasserscheide einerseits und der rechtsseitig parallelen Schwalm andererseits bedingt, dass fast alle Nebenbäche der Antrift sehr kurz sind.
In Strebendorf mündet der „Bach bei Strebendorf“ (3,0 km, 4,5 km² Einzugsgebiet) von rechts, oberhalb Romrods folgt von links der Seebach (3,5 bzw. 4,7 km, ca. 4 km²), an dem Nieder-Breidenbach liegt und der zusammen mit seinem Vorfluter Ober-Breidenbach umschließt.
In Romrod fließt der Ocherbach (4,7 km, 8,4 km²) von links zu, zweieinhalb Kilometer unterhalb der Stadt fließt der Antrift von links im Göringer Bach (11,7 km, 17,6 km²) ihr mit Abstand größter Nebenfluss zu, an dem der Ortsteil Zell liegt.
Unmittelbar unterhalb Bernsburgs mündet der „Bach vom Neustädter Eck“ (2,6 bzw. 3,2 km, 5,2 km²) von links; in Merzhausen mündet von rechts der Fischbach (5,4 km, 9,6 km²), an dessen Oberlauf der Alsfelder Stadtteil Fischbach liegt.
Kein Nebenfluss der Antreff ist der von den Willingshäuser Ortsteilen Wasenberg und Leimbach kommende Leimbach, denn er mündet in Loshausen direkt in die Schwalm, nachdem er im Mündungsverlauf die Antreff in nur 100 Metern linksseitigem Abstand fast berührt hat.